# Garavito (cràter)
Garavito és un cràter d'impacte localitzat a l'hemisferi sud de la cara oculta de la Lluna. Es troba al nord-oest de la plana de Poincaré i a l'oest del cràter Chrétien. El 27 d'agost de 1970 va rebre el nom de Garavito en honor a l'astrònom colombià Julio Garavito Armero per part de la Unió Astronòmica Internacional, sent un dels pocs cràters nomenats en honor a una persona d'origen llatinoamericà.
Aquest cràter té una vora externa desgastada i erosionat, sobretot al llarg dels extrems oest i el sud. Al llarg del costat nord entra al cràter Garavito I, i els seus flancs exteriors s'estenen sobre el sòl intern de Garavito. Un altre cràter menor, denominat Garavito D, s'uneix a la part exterior nord-est. El pis interior del cràter Garavito és relativament uniforme, amb pocs cràters minúsculs i febles restes d'antics impactes.

## Cràters satèl·lit
Per convenció, aquests elements són identificats als mapes lunars posant la lletra al costat del punt mitjà del cràter que està més prop de Garavito.
|       | \| Gamow \| Coordenades \| Diàmetre \| \| ----- \| ---------------------------------------- \| -------- \| \| C \| 44° 48′ S, 159° 08′ E / 44.8°S,159.14°E \| 23,5 km \| \| D \| 46° 22′ S, 158° 54′ E / 46.37°S,158.9°E \| 28,4 km \| \| Q \| 49° 22′ S, 153° 56′ E / 49.37°S,153.93°E \| 45,9 km \| \| I \| 45° 32′ S, 156° 04′ E / 45.53°S,156.06°E \| 52,9 km \| |          |
| Gamow | Coordenades | Diàmetre |
| C     | 44° 48′ S, 159° 08′ E / 44.8°S,159.14°E | 23,5 km  |
| D     | 46° 22′ S, 158° 54′ E / 46.37°S,158.9°E | 28,4 km  |
| Q     | 49° 22′ S, 153° 56′ E / 49.37°S,153.93°E | 45,9 km  |
| I     | 45° 32′ S, 156° 04′ E / 45.53°S,156.06°E | 52,9 km  |